# Frontière entre l'Arménie et la Turquie
La frontière entre l'Arménie et la Turquie est la frontière séparant l'Arménie et la Turquie.
En 1994, la Turquie a unilatéralement décidé de la fermer en soutien à l'Azerbaïdjan turcophone dans le conflit du Haut-Karabagh.

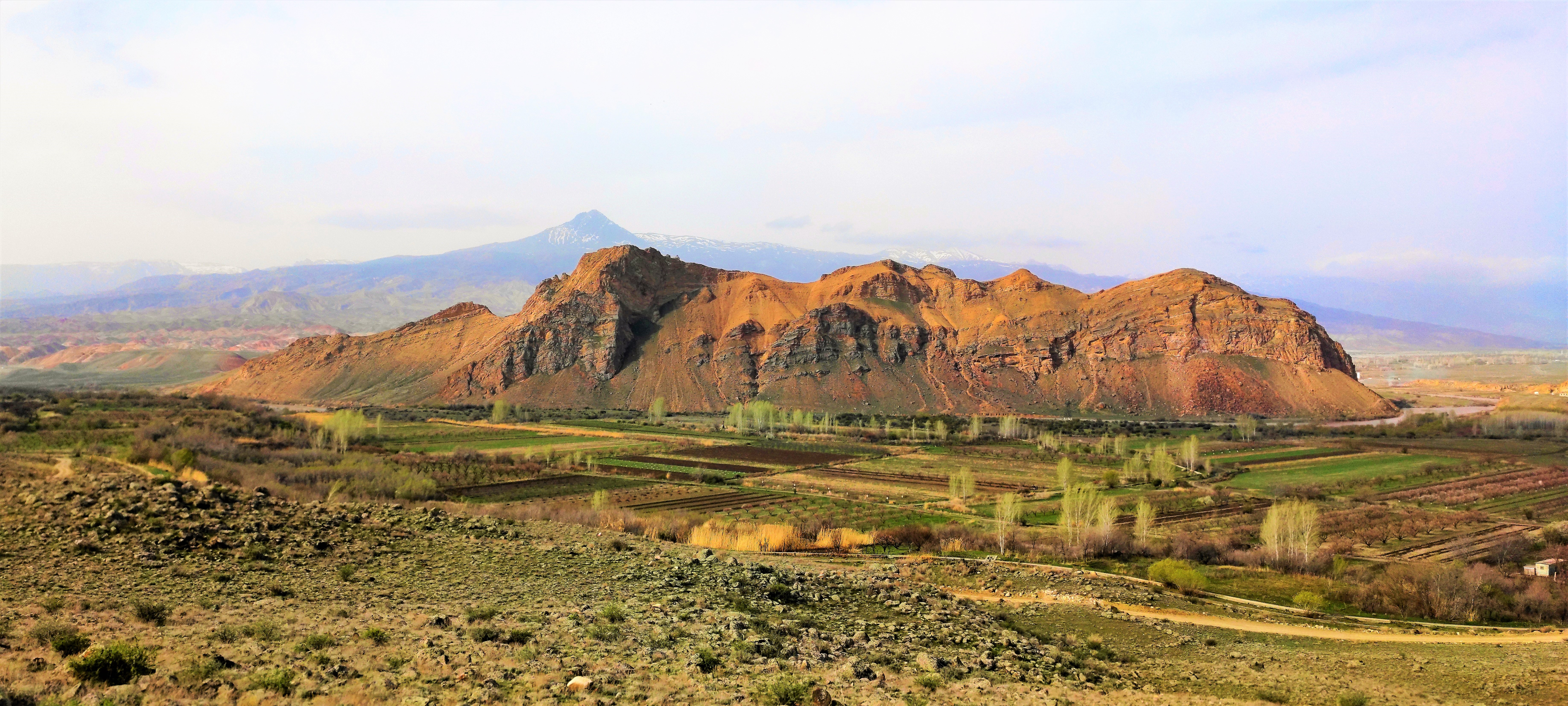
Bagaran, à la frontière entre l'Arménie et la Turquie.

## Voisins en Arménie à la frontière turque
- Akhurik
- Margara

## Voisins à la frontière avec l'Arménie en Turquie
- Iğdır
- Kars